# El Cuaderno de Sara
El Cuaderno de Sara és una pel·lícula espanyola de 2018 dirigida per Norberto López Estimat i protagonitzada per Belén Rueda.

## Argument
Des de fa dos anys, Laura busca a la seva germana Sara, desapareguda enmig de la selva del Congo. Ni en l'ONG per la que treballa, ni en l'ambaixada tenen notícies seves, fins que apareix una foto de Sara en un poblat miner de l'est del país africà. Laura decideix viatjar a Kampala on, des d'allí, iniciar un perillós viatge al cor d'Àfrica, un territori dominat pels senyors de la guerra. Una aventura que la portarà fins a la perillosa, violenta i oculta rebotiga dels poders occidentals.

## Repartiment
- Belén Rueda com a Laura
- Manolo Cardona com a Sergio
- Marian Álvarez com a Sara
- Ivan Mendes com a Jamir
- Nick Devlin com a Sven
- Marta Beláustegui com a Elsa
- Enrico Lo Verso com a Pare Salvio

## Estrena
La pel·lícula es va estrenar el 2 de febrer de 2018 a Espanya, convertint-se en la millor estrena de l'any fins a aquell moment, recaptant en el seu primer cap de setmana 968.066 €.
La pel·lícula va ser vista fins llavors per 844.513 espectadors. Va acabar la seva carrera comercial amb 5.197.167 € recaptats després de 18 setmanes als cinemes espanyols.